# Governador d'Okinawa
El Governador d'Okinawa és el càrrec de major importància política dins de la Prefectura d'Okinawa.
El càrrec no sempre ha estat oficial de manera continuada, ja que durant l'ocupació estatunidenca de la prefectura van existir altres càrrecs del mateix estil. L'actual Governador és en Denny Tamaki, independent.

## Història
El càrrec va ser establert l'any 1879 amb la creació del sistema japonès de prefectures amb el nom de "Magistrat de la Prefectura d'Okinawa" i el seu primer titular va ser en Seichirō Kinashi. L'any 1886 finalment es va establir el nom actual de "Governador de la Prefectura d'Okinawa" i el sistema de nomenament dels governadors des del govern central, tot i que des de 1945 fins a 1972 aquest càrrec no va existir coincidint amb l'ocupació de l'exèrcit dels Estats Units d'Amèrica d'Okinawa. Durant aquest interval van existir diversos càrrecs, arribant-se a solapar en el mateix temps diferents càrrecs. L'any 1945, Kōshin Shikiya va ser nomenat "President del Comitè Assessor d'Okinawa" per les forces d'ocupació. Un any més tard aquest càrrec seria abolit i reanomenat "Governador d'Okinawa" fins a l'any 1950. Des de 1950 a 1952 va existir el càrrec de "Governador de l'Arxipèlag d'Okinawa", càrrec que es solapà amb el de "President del Consell Consultiu Interí de Ryūkyū" (1950-1951), presidit per Shūhei Higa i el de President del Consell Consultiu Interí de Ryūkyū (1951-1952), presidit per l'anterior persona. A partir de l'any 1952, el càrrec es va aconseguir estabilitzar i institucionalitzar rebent el nom de "President del Govern de Ryūkyū", tot i que en tots els seus anys d'existència el titular no va ser elegit pel mateix mètode. El càrrec de President es va abolir l'any 1972, moment en què la Prefectura d'Okinawa va tornar a estar sota l'administració japonesa. Des d'aquell any el nom del càrrec ha sigut el de "Governador de la Prefectura d'Okinawa", com el de la resta de prefectures i com el de 1886 al 1945; el mètode d'elecció des de 1972 ha sigut la celebració d'eleccions directes al càrrec de governador, com establix la llei japonesa.

## Funcions del càrrec
Com en les altres prefectures, els ciutadans d'Okinawa trien directament al Governador cada quatre anys, sense límit de mandats pels Governadors. El Governador és l'encarregat d'aprovar els pressupostos, que després hauran de ser aprovats per l'assemblea legislativa. L'assemblea pot fer una qüestió de confiança al Governador i aquest te les competències per dissoldre la cambra.

## Llista
| Nom                                                          | Nom                                                    | Retrat                                                 | Mandats                                                | Inici de mandat                                        | Fi de mandat                                           | Partit                                                         |
| "Coneixedor d'Ordre" de la Prefectura d'Okinawa (1879)       | "Coneixedor d'Ordre" de la Prefectura d'Okinawa (1879) | "Coneixedor d'Ordre" de la Prefectura d'Okinawa (1879) | "Coneixedor d'Ordre" de la Prefectura d'Okinawa (1879) | "Coneixedor d'Ordre" de la Prefectura d'Okinawa (1879) | "Coneixedor d'Ordre" de la Prefectura d'Okinawa (1879) | "Coneixedor d'Ordre" de la Prefectura d'Okinawa (1879)         |
| ------------------------------------------------------------ | ------------------------------------------------------ | ------------------------------------------------------ | ------------------------------------------------------ | ------------------------------------------------------ | ------------------------------------------------------ | -------------------------------------------------------------- |
|                                                              | Seichirō Kinashi                                       |                                                        | -                                                      | 27 de març de 1879                                     | 4 d'abril de 1879 (0 anys, 8 dies)                     | Independent                                                    |
| Ordre de la Prefectura d'Okinawa (1879-1886)                 |                                                        |                                                        |                                                        |                                                        |                                                        |                                                                |
|                                                              | Naoyoshi Nabeshima                                     |                                                        | -                                                      | 4 d'abril de 1879                                      | 18 de maig de 1881 (2 anys, 44 dies)                   | Independent                                                    |
|                                                              | Mochinori Uesugi                                       |                                                        | -                                                      | 18 de maig de 1881                                     | 22 d'abril de 1883 (1 any, 339 dies)                   | Independent                                                    |
|                                                              | Michitoshi Iwamura                                     |                                                        | -                                                      | 22 d'abril de 1883                                     | 21 de desembre de 1883 (0 anys, 243 dies)              | Independent                                                    |
|                                                              | Sutezō Nishimura                                       |                                                        | -                                                      | 21 de desembre de 1883                                 | 27 d'abril de 1886 (2 anys, 127 dies)                  | Independent                                                    |
|                                                              | Sadakiyo Ōsako                                         |                                                        | -                                                      | 27 d'abril de 1886                                     | 19 de juliol de 1886 (0 anys, 83 dies)                 | Independent                                                    |
| Governador de la Prefectura d'Okinawa (1886-1945)            |                                                        |                                                        |                                                        |                                                        |                                                        |                                                                |
|                                                              | Sadakiyo Ōsako                                         |                                                        | -                                                      | 19 de juliol de 1886                                   | 14 d'abril de 1887 (0 anys, 269 dies)                  | Independent                                                    |
|                                                              | Minoru Fukuhara                                        |                                                        | -                                                      | 14 d'abril de 1887                                     | 18 de setembre de 1888 (1 any, 157 dies)               | Independent                                                    |
|                                                              | Kanji Maruoka                                          |                                                        | -                                                      | 18 de setembre de 1888                                 | 20 de juliol de 1892 (3 anys, 306 dies)                | Independent                                                    |
|                                                              | Shigeru Narahara                                       |                                                        | -                                                      | 20 de juliol de 1892                                   | 6 d'abril de 1908 (15 anys, 261 dies)                  | Independent                                                    |
|                                                              | Shigeaki Hibi                                          |                                                        | -                                                      | 6 d'abril de 1908                                      | 1 de juny de 1913 (5 anys, 56 dies)                    | Independent                                                    |
|                                                              | Takuya Takahashi                                       |                                                        | -                                                      | 1 de juny de 1913                                      | 9 de juny de 1914 (1 any, 8 dies)                      | Independent                                                    |
|                                                              | Kyūgorō Ōmi                                            |                                                        | -                                                      | 9 de juny de 1914                                      | 28 d'abril de 1916 (1 any, 324 dies)                   | Independent                                                    |
|                                                              | Iwatarō Otagiri                                        |                                                        | -                                                      | 28 d'abril de 1916                                     | 4 de maig de 1916 (0 anys, 6 dies)                     | Associació Pro Govern Constitucional                           |
|                                                              | Kuniyoshi Suzuki                                       |                                                        | -                                                      | 4 de maig de 1916                                      | 18 d'abril de 1919 (2 anys, 349 dies)                  | Independent                                                    |
|                                                              | Sōsuke Kawagoe                                         |                                                        | -                                                      | 18 d'abril de 1919                                     | 27 de maig de 1921 (2 anys, 39 dies)                   | Independent                                                    |
|                                                              | Jun Wada                                               |                                                        | -                                                      | 27 de maig de 1921                                     | 25 d'octubre de 1923 (2 anys, 151 dies)                | Independent                                                    |
|                                                              | Ki Iwamoto                                             |                                                        | -                                                      | 25 d'octubre de 1923                                   | 24 de juny de 1924 (0 anys, 243 dies)                  | Independent                                                    |
|                                                              | Mitsumasa Kamei                                        |                                                        | -                                                      | 24 de juny de 1924                                     | 28 de setembre de 1926 (2 anys, 96 dies)               | Independent                                                    |
|                                                              | Tsuguo Imashuku                                        |                                                        | -                                                      | 28 de setembre de 1926                                 | 7 de maig de 1927 (0 anys, 221 dies)                   | Independent                                                    |
|                                                              | Tōjirō Iino                                            |                                                        | -                                                      | 7 de maig de 1927                                      | 26 de desembre de 1928 (1 any, 233 dies)               | Independent                                                    |
|                                                              | Chōhei Hosokwa                                         |                                                        | -                                                      | 26 de desembre de 1928                                 | 5 de juliol de 1929 (0 anys, 191 dies)                 | Independent                                                    |
|                                                              | Masao Moriya                                           |                                                        | -                                                      | 5 de juliol de 1929                                    | 26 d'agost de 1930 (1 any, 52 dies)                    | Associació Pro Govern Constitucional                           |
|                                                              | Jirō Ino                                               |                                                        | -                                                      | 26 d'agost de 1930                                     | 28 de juny de 1935 (4 anys, 306 dies)                  | Independent                                                    |
|                                                              | Hisashi Kurashige                                      |                                                        | -                                                      | 28 de juny de 1935                                     | 24 de juny de 1938 (2 anys, 361 dies)                  | Independent                                                    |
|                                                              | Fusatarō Fuchigami                                     |                                                        | -                                                      | 24 de juny de 1938                                     | 7 de gener de 1941 (2 anys, 197 dies)                  | Independent                                                    |
|                                                              | Hajime Hayakawa                                        |                                                        | -                                                      | 7 de gener de 1941                                     | 1 de juliol de 1943 (2 anys, 175 dies)                 | Independent                                                    |
|                                                              | Shuki Izumi                                            |                                                        | -                                                      | 1 de juliol de 1943                                    | 12 de gener de 1945 (1 any, 195 dies)                  | Independent                                                    |
|                                                              | Akira Shimada                                          |                                                        | -                                                      | 12 de gener de 1945                                    | 26 de juny de 1945 (0 anys, 165 dies)                  | Independent                                                    |
| OCUPACIÓ PER L'EXÈRCIT DELS EUA (1945-1972)                  |                                                        |                                                        |                                                        |                                                        |                                                        |                                                                |
| President del Comitè Asessor d'Okinawa (1945-1946)           |                                                        |                                                        |                                                        |                                                        |                                                        |                                                                |
|                                                              | Kōshin Shikiya                                         |                                                        | -                                                      | 20 d'agost de 1945                                     | 24 d'abril de 1946 (0 anys, 247 dies)                  | Independent                                                    |
| Governador d'Okinawa (1946-1950)                             |                                                        |                                                        |                                                        |                                                        |                                                        |                                                                |
|                                                              | Kōshin Shikiya                                         |                                                        | 1                                                      | 24 d'abril de 1946                                     | 3 de novembre de 1950 (4 anys, 193 dies)               | Independent                                                    |
| Governador de l'Arxipèlag d'Okinawa (1950-1952)              |                                                        |                                                        |                                                        |                                                        |                                                        |                                                                |
|                                                              | Natsuo Taira                                           |                                                        | -                                                      | 4 de novembre de 1950                                  | 30 de gener de 1952 (1 any, 87 dies)                   | Partit Socialista d'Okinawa                                    |
| President del Consell Consultiu Interí de Ryūkyū (1950-1951) |                                                        |                                                        |                                                        |                                                        |                                                        |                                                                |
|                                                              | Shūhei Higa                                            |                                                        | -                                                      | 5 de juny de 1950                                      | 31 de març de 1951 (0 anys, 299 dies)                  | Partit Socialista d'Okinawa                                    |
| President del Govern Provisional de Ryūkyū (1951-1952)       |                                                        |                                                        |                                                        |                                                        |                                                        |                                                                |
|                                                              | Shūhei Higa                                            |                                                        | 1                                                      | 1 d'abril de 1951                                      | 31 de març de 1952 (0 anys, 365 dies)                  | Partit Socialista d'Okinawa                                    |
| President del Govern de Ryūkyū (1952-1972)                   |                                                        |                                                        |                                                        |                                                        |                                                        |                                                                |
|                                                              | Shūhei Higa                                            |                                                        | 1                                                      | 1 d'abril de 1952                                      | 25 d'octubre de 1956 (4 anys, 207 dies)                | Partit Democràtic de Ryūkyū                                    |
|                                                              | Jūgō Tōma                                              |                                                        | 1                                                      | 11 de novembre de 1956                                 | 10 de novembre de 1959 (2 anys, 364 dies)              | Independent                                                    |
|                                                              | Seisaku Ōta                                            |                                                        | 1                                                      | 11 de novembre de 1959                                 | 31 d'octubre de 1964 (4 anys, 355 dies)                | Partit Liberal Democràtic d'Okinawa                            |
|                                                              | Seiho Matsuoka                                         |                                                        | 1                                                      | 31 d'octubre de 1964                                   | 30 de novembre de 1968 (4 anys, 30 dies)               | Partit Liberal Democràtic d'Okinawa                            |
|                                                              | Chōbyō Yara                                            |                                                        | -                                                      | 1 de desembre de 1968                                  | 14 de maig de 1972 (3 anys, 135 dies)                  | Independent Amb el suport de l'Associació de Mestres d'Okinawa |
| DEVOLUCIÓ D'OKINAWA AL JAPÓ (1972-Actualitat)                |                                                        |                                                        |                                                        |                                                        |                                                        |                                                                |
| Governador de la Prefectura d'Okinawa (1972- Actualitat)     |                                                        |                                                        |                                                        |                                                        |                                                        |                                                                |
|                                                              | Chōbyō Yara                                            |                                                        | 2                                                      | 15 de maig de 1972                                     | 24 de juny de 1976 (4 anys, 40 dies)                   | Innovació i Unitat (PSJ-PCJ)                                   |
|                                                              | Kōichi Taira                                           |                                                        | 1                                                      | 25 de juny de 1976                                     | 23 de novembre de 1978 (2 anys, 151 dies)              | Partit Socialista d'Okinawa                                    |
|                                                              | Junji Nishime                                          |                                                        | 3                                                      | 13 de desembre de 1978                                 | 9 de desembre de 1990 (11 anys, 361 dies)              | Independent Amb el suport del PLD i el PDS                     |
|                                                              | Masahide Ōta                                           |                                                        | 2                                                      | 10 de desembre de 1990                                 | 9 de desembre de 1998 (7 anys, 364 dies)               | Independent Amb el suport del PSJ, PCJ, Kōmeitō i el PSO       |
|                                                              | Keiichi Inamine                                        |                                                        | 2                                                      | 10 de desembre de 1998                                 | 9 de desembre de 2006 (7 anys, 364 dies)               | Independent Amb el suport del PLD i el Kōmeitō                 |
|                                                              | Hirokazu Nakaima                                       |                                                        | 2                                                      | 10 de desembre de 2006                                 | 9 de desembre de 2014 (7 anys, 364 dies)               | Independent Amb el suport del PLD i el PGF                     |
|                                                              | Takeshi Onaga                                          |                                                        | 1                                                      | 10 de desembre de 2014                                 | 8 d'agost de 2018 (3 anys, 241 dies)                   | Independent Amb el suport del PCJ, PSD i PSO                   |
|                                                              | Denny Tamaki                                           |                                                        | 1                                                      | 4 d'octubre de 2018                                    | En el càrrec                                           | Independent Amb el suport del PDC, PDG, PCJ, PL, PSD i PSO     |